# Femme Fatale (album)
A Femme Fatale Britney Spears amerikai énekesnő hetedik nagylemeze, amely 2011. március 28-án jelent meg a Jive Records gondozásában. Az album felvételei 2009 és 2011 között készültek, Max Martin és Dr. Luke producerek közreműködésével. Az albumról elsőként a Hold It Against Me jelent meg, amely öt ország slágerlistáján lett első, beleértve a Billboard Hot 100, valamint a Canadian Hot 100 listáját. Az album második kislemeze a Till the World Ends, a harmadik az I Wanna Go, a negyedik pedig a Criminal.
Az album az első héten 460 000 db-ban kelt el. Megjelenése óta pedig 2,5 millió példányban kelt el.
Az album első helyen nyitott a Billboard 200-on, ezzel rekordot döntve. Ő az első olyan előadó, akinek 6 albuma debütált első helyen a Billboardon. Az album nemzetközileg is sikeres lett,szinte minden országban benne volt a top 10-ben.
A Femme Fatale pozitív kritikában részesült. A Metacritic 100 pontból 67-et adott az albumra.
A Rolling Stone elmondta: "Lehet, hogy ez Britney legjobb albuma".

## Háttér
2010 júniusában jelentek meg az első hírek arról, hogy az énekesnő dolgozik legújabb albumán. 2010. december 2-án Spears 29. születésnapján egy Twitter üzenetben jelentette be, hogy nagylemeze 2011 márciusában jelenik meg. 2011. február 2-án Spears egy újabb üzenetében leírta, hogy új albuma a Femme Fatale címet kapta és csatolta a hozzá tartozó borítót.

## Promóció
Britney először 2011. március 25-én lépett fel a Rain Nighclubban, majd a Good Morning America és Jimmy Kimmel Live! televíziós műsorokban, ahol előadta a Hold It Against Me, Till the World Ends és Big Fat Bass című dalokat. A 2011-es Billboard Music Awards-on a Till the World Ends remix változatával lépett fel Nicki Minaj oldalán. A Femme Fatale Tour 2011 július 16-án kezdődött el Sacramento-ban.

## Kislemezek
Az albumról elsőként a Hold It Against Me jelent meg 2011. január 11-én. Megjelenését követően első helyen debütált a Billboard Hot 100 listáján. A dalhoz tartozó videóklip az énekesnő életének pillanatait mutatja be.
A Till the World Ends – mely az album második kislemeze – Ryan Seacrest rádiós műsorában debütált 2011. március 4-én. A kislemez nemzetközi sikereket ért el. Harmadik helyig jutott a Billboardon is.
Az album harmadik kislemeze, az I Wanna Go június 13-án jelent meg, a hozzá tartozó klip pedig június 22-én debütált. A kislemez 7-ik helyig jutott a Billboardon, és a nyár első számú slágere lett, valamint Britney valaha volt legtöbbet játszott dala.
Egy Facebookon feltett szavazás kérdése az volt, melyik dal legyen az album negyedik kislemeze. Az Inside Out, (Drop Dead) Beautiful és Criminal című felvételek közül lehetett választani. Az utóbbi kapta a legtöbb szavazatot, így ez lett az album negyedik kislemeze. 2011. október 11-én jelent meg, a hozzá tartozó videóklip az Egyesült Királyságban készült.

## Kritika
A Rolling Stone kijelentette, hogy a  “Femme Fatale” talán Britney legjobb albuma. Koncepcionálisan elég egyszerű: egy bulizós lemez szex-szel és szomorúsággal megspékelve. Max Martin és Dr. Luke, a világ két legnagyobb slágergyártója, a 12 dalból hetet készítettek: nagy melódiák és még nagyobb eurodisco slágerek. De más producerek is jelen vannak persze. A Bloodshy-kreáció “How I Roll” c. track, egy porlasztós, furcsán kellemes techno produkció. A “Big Fat Bass”-ban Will.i.am cyborg megszállottként segít Britney-nek. Szinte minden számban Britney hangja torzított, felaprózott, megpiszkált és robotszerű. Lehet, hogy ez azért van, mert nincs túl nagy hangja, vagy pedig azért mert sokkal jobb hangja van, mint bármely más popdívának; egyszerűen játszottak vele. Femme Fatale (vagyis a végzet asszonya)? Nem igazán. Azt viszont mondhatjuk Britney-re, hogy egy kalandornő.

## Eladás
Az első héten világszerte 460 800 db-ban kelt el. A második héten 179 000 db, a harmadik héten 107 000 db fogyott. Megjelenése óta világszerte 2 millió példányban kelt el.

## Turné
Spears először Ryan Seacrest interjújában beszélt arról, hogy szívesen turnézna. Menedzsere, Larry Rudolph megerősítette a tényt, valamint hozzátette, hogy az első koncertre várhatóan nyár elején kerülne sor. 2011. március 29-én az énekesnő weboldalán hivatalosan is meghirdették a turnét, mellyel bejárja Észak Amerikát és Európát, valamint Dél Amerikát.
Az első koncert július 16-án Sacramentóban volt. Az énekesnő második alkalommal látogatott el Magyarországra, 2011. szeptember 30-án.

## Az album dalai
|     | Cím                                       | Szerző(k)                                                                                 | Producer(ek)                              | Hossz |
| --- | ----------------------------------------- | ----------------------------------------------------------------------------------------- | ----------------------------------------- | ----- |
| 1.  | Till the World Ends                       | Lukasz Gottwald, Max Martin, Mathieu Jomphe, Kesha Sebert                                 | Dr. Luke, Martin, Billboard               | 3:58  |
| 2.  | Hold It Against Me                        | Gottwald, Martin, Jomphe, Bonnie McKee                                                    | Dr. Luke, Martin, Billboard               | 3:49  |
| 3.  | Inside Out                                | Gottwald, Jacob Kasher, Hindlin Jomphe, Martin, McKee                                     | Dr. Luke, Martin, Billboard               | 3:38  |
| 4.  | I Wanna Go                                | Martin, Savan Kotecha, Karl Schuster                                                      | Martin, Shellback                         | 3:30  |
| 5.  | How I Roll                                | Christian Karlsson, Henrik Jonback, Magnus Lidehäll, Pontus Winnberg, McKee Nicole Morier | Bloodshy, Henrik Jonback, Magnus Lidehall | 3:36  |
| 6.  | (Drop Dead) Beautiful (közreműködik Sabi) | Jeremy Coleman, Joshua Coleman, Ester Dean, Jomphe, Benjamin Levin                        | Benny Blanco, Ammo, JMIKE, Billboard      | 3:36  |
| 7.  | Seal It with a Kiss                       | Gottwald, Martin, McKee, Henry Walter                                                     | Dr. Luke, Martin, Dream Machine           | 3:26  |
| 8.  | Big Fat Bass (közreműködik will.i.am)     | William Adams                                                                             | will.i.am                                 | 4:44  |
| 9.  | Trouble for Me                            | Fraser T. Smith, Livvi Franc, Heather Bright                                              | Smith                                     | 3:19  |
| 10. | Trip to Your Heart                        | Karlsson Jonback, Lidehäll, Winnberg Morier, Sophie Stern                                 | Bloodshy, Jonback, Lidehall               | 3:33  |
| 11. | Gasoline                                  | Gottwald, Claude Kelly, Levin, McKee, Wright                                              | Dr. Luke, Blanco, Wright                  | 3:03  |
| 12. | Criminal                                  | Tifanny Amber, Martin, Shellback                                                          | Martin, Shellback                         | 3:45  |

| 13. | Up n' Down            | Shellback, Martin, Kotecha                                                     | Martin, Shellback, Oligee  | 3:36 |
| 14. | He About to Lose Me   | Ina Wroldsen, Rodney Jerkins                                                   | Darkchild                  | 3:48 |
| 15. | Selfish               | Mikkel Storleer Eriksen, Tor Erik Hermansen, Sandy Vee, Ester Dean, Traci Hale | Stargate, Vee, Kuk Harrell | 3:43 |
| 16. | Don't Keep Me Waiting | Jerkins, Thomas Lumpkins, Michaela Shiloh                                      | Darkchild                  | 3:21 |

| 17. | Scary | Spears, Smith, Kasia Livingston | Smith | 3:38 |

## Slágerlistás helyezések
| Slágerlista (2011)            | Legjobb helyezés |
| ----------------------------- | ---------------- |
| Billboard 200                 | 1                |
| Argentin Albumok              | 2                |
| Ausztrál albumok              | 1                |
| Osztrák albumok               | 10               |
| Belga Album Chart (Flandria)  | 8                |
| Belga Album Chart (Vallónia)  | 5                |
| Brazil Albumok                | 1                |
| Kanadai Albumok               | 1                |
| Cseh albumok                  | 5                |
| Dán Albumok                   | 8                |
| Holland Albumok               | 7                |
| Finn albumok                  | 7                |
| Francia albumok               | 4                |
| Német Albumok                 | 10               |
| Görög Albumok                 | 4                |
| Magyar Albumok                | 6                |
| Ír Albumok                    | 4                |
| Olasz Albumok                 | 4                |
| Billboard Chart japán Albumok | 9                |
| Oricon Albumok                | 8                |
| Mexikói Albumok               | 1                |
| Új-Zélandi Albumok            | 3                |
| Norvég Albumok                | 3                |
| Lengyel Albumok               | 17               |
| Portugál Albumok              | 4                |
| Orosz Albumok                 | 1                |
| Skót albumok                  | 10               |
| Dél-koreai Albumok            | 1                |
| Spanyol Albumok               | 4                |
| Svéd Albumok                  | 5                |
| Svájci Albumok                | 2                |
| UK                            | 8                |

## Megjelenési dátumok
A Femme Fatale nagylemez megjelenési dátumai:
| Ország             | Dátum             | Formátum                                    | Kiadó        |
| ------------------ | ----------------- | ------------------------------------------- | ------------ |
| Hollandia          | 2011. március 25. | CD (Digipack kiadás)                        | Sony Music   |
| Norvégia           | 2011. március 25. | CD                                          | Sony Music   |
| Ausztrália         | 2011. március 25. | CD                                          | Sony Music   |
| Egyesült Királyság | 2011. március 28. | CD                                          | RCA Records  |
| Egyesült Államok   | 2011. március 29. | CD (Deluxe kiadás, Prémium rajongói kiadás) | Jive Records |
| Brazília           | 2011. március 29. | CD                                          | Sony Music   |

## Külső hivatkozások
- BritneySpears.com, hivatalos weboldal
- Britney.com, hivatalos weboldal a Jive Recordsnál
- MySpace Britney, hivatalos közösségi oldal a Myspace-en